# Amaral (cratère)
Pour les articles homonymes, voir Amaral.
Amaral est un cratère d'impact présent sur la surface de Mercure. 
Le cratère fut ainsi nommé par l'Union astronomique internationale en 2008 en hommage à la peintre brésilienne Tarsila do Amaral. 
Son diamètre est de 105 km. Il se situe dans le quadrangle de Neruda (quadrangle H-13) de Mercure.